# Хосе Рауль Муліно
Хосе Рауль Муліно Кінтеро (ісп. José Raúl Mulino Quintero; нар. 13 червня 1959, Давид, Чирикі, Панама) — панамський політик, дипломат і юрист, 39-й президент Панами з 2024 року. Балотувався на посаду президента на виборах у Панамі 2024 року, на яких переміг з 34 % голосів як кандидат від партії «Реалізація цілей», замінивши Лаурентіно Кортісо.
У 2009—2010 роках обіймав посаду міністра уряду та юстиції і у 2010—2014 роках був міністром громадської безпеки в уряді президента Мартінеллі. Працював заступником міністра (1990—1993) і міністром закордонних справ (1993—1994) в уряді президента Гільєрмо Ендара. У 1994—1995 роках — член Національної ради з міжнародних відносин і заступник магістра цивільної палати Верховного суду.
Був кандидатом Рікардо Мартінеллі на посаду віцепрезидента на виборах 2024 року. Після відсторонення Мартінеллі як кандидата в президенти через корупційні скандали, він підтримав Муліно.

## Молодість і кар'єра
Народився 13 червня 1959 року в Девиді, Чирикі у сім'ї політика та губернатора провінції Чирикі Хосе Муліно Ровіри та підприємиці Неллі Кінтеро де Муліно. Його брат — дипломат Хосе Хав'єр Муліно.
Закінчив місцеву школу, здобув ступінь бакалавра наук та літератури. Пізніше вивчав право та політологію в Університеті Католіки Санта-Марія-ла-Антигуа, який закінчив 1982 року. Наступного року здобув ступінь магістра з морського права в Університеті Тулейн.
Після закінчення юридичного факультету присвятив себе приватній професійній практиці в галузі морського права, а 1988 року став партнером-засновником юридичної фірми Fábrega, Molino y Mulino. Тоді почав активну діяльність проти військової диктатури Мануеля Нор'єги, як представник різних торгових асоціацій.

## Політична кар'єра
1990 року призначений заступником міністра закордонних справ під час правління президента Гільєрмо Ендари після відновлення демократії. Після смерті міністра закордонних справ Хуліо Лінареса став міністром закордонних справ і залишався на посаді до кінця 1994 року. Як міністр відвідував різні уряди та міжнародні організації, а також очолював переговорну делегацію Республіки Панама перед урядами США і Великої Британії для переговорів та підписання договорів про взаємну правову допомогу щодо кримінальних справ і злочинів, пов'язаних з обігом наркотиків. У 1994—1995 роках був членом Національної ради з міжнародних відносин і заступником магістра цивільної палати Верховного суду.
В уряді Мартінеллі 2009 року призначений міністром уряду та юстиції і пропрацювавши рік подав у відставку. 2010 року призначений міністром громадської безпеки і працював до кінця терміну повноважень 2014 року. Отримував важливі завдання, ставши одним із найбільш надійних союзників президента Мартінеллі. Як міністр, посилив безпеку на вулицях шляхом встановлення поліційних контрольно-пропускних пунктів, що, за словами Муліно, було успішним, оскільки поліції вдалося заарештувати п'ятнадцять тисяч злочинців, які намагалися залишити Панаму, хоча деякі юристи висловлювали занепокоєння.
9 березня 2012 року оголосив про свою відставку з посади міністра уряду та юстиції після суперечок з директором національної поліції Панами Густаво Пересом щодо регулювання нового статуту органів безпеки держави. Однак 14 березня відкликав заяву після звільнення Переса з посади президентом Мартінеллі. У липні 2013 року був одним із відповідальних за врегулювання кризи північнокорейського судна Chong Chon Gang, на якому Куба перевозила військові матеріали, заховані у 250 000 мішків з коричневим цукром, але яке затримали у водах Панами. Північнокорейських членів екіпажу затримали, але згодом звільнили та депортували, окрім того, виписали штраф від Адміністрації Панамського каналу та конфіскували військові матеріали.
2015 року ув'язнений за звинуваченням у вчиненні злочинів проти державного управління, але 2016 року справу закрили через процесуальні помилки.
Брав участь у партійній політиці та був засновником партії «Солідарність», спочатку, обіймаючи посаду віцепрезидента, а потім президента. Згодом став другим віцепрезидентом Патріотичного союзу. 2011 року приєднався до Демократичних змін Мартінеллі, але 2019 року залишив партію. Через три роки приєднався до новоствореної Мартінеллі партії Реалізація цілей.

### Кандидат в президенти та віцепрезиденти
28 травня 2018 року балотувався як кандидат в президенти від Демократичних змін з метою повернення контролю над партією колишнього лідера Мартінеллі, який мав суперечки з Ромуло Ру, новим очільником партії. Однак програв праймеріз Ру, з яким потім, після кількох місяців відмови, об'єднався і підтримати його кандидатуру на виборах 2019 року. Муліно стверджував, що його альянс прагнув повернути економічне зростання, процвітання та робочі місця, чого Демократичний союз досяг за часи правління Мартінеллі, якого він також підтримував після повернення до країни. Однак Ру посів друге місце, з мінімальним відривом від Лаурентіно Кортісо.
Був кандидатом у віцепрезиденти Мартінеллі на виборах 2024 року. Однак Мартінеллі усунули від участі у виборах і засудили до майже одинадцяти років ув'язнення за відмивання грошей. Мартінеллі, який лідирував у всіх опитуваннях, підтримав Муліно, а партія Реалізація цілей висунула його. Згідно з опитуванням компанії Mercado Planificado, опублікованим газетою «La Prensa», 26 % опитаних заявили, що проголосують за Муліно на виборах, що випереджало конкурентів на 16 пунктів. Після дискваліфікації Мартінеллі виборча комісія ухвалила рішення, що у бюлетені Реалізації цілей Муліно має зазначатися як «кандидат у президенти без віцепрезидента».
Муліно переміг на виборах, набравши 34,2 % голосів. Він переміг загалом сім інших кандидатів, серед яких його найближчим суперником був Рікардо Ломбана з Руху іншим шляхом, який отримав близько 24,6 %. Явка у 77 % стала найвищим показником з моменту припинення військового правління та відновлення демократичного уряду 1989 року.

## Президентство
Склав присягу президента 1 липня 2024 року. У своїй інавгураційній промові пообіцяв покласти край нелегальній міграції через Дар'єнський розрив. Також розкритикував колишнього президента Лаурентіно Кортісо за відставання економіки Панами та високий державний борг.
Назвав «Панамські документи», в яких задокументовано відмивання грошей, корупцію та ухилення від сплати податків, «міжнародною містифікацією, спрямованою на підрив іміджу та конкурентоспроможності країни». Підтримав вердикт панамського суду, який звільнив 26 обвинувачених у розслідуванні корупції, пов'язаному з цими документами.
У грудні 2024 року обраний президент США Дональд Трамп розкритикував тарифи на проходження Панамського каналу як надто високі, застеріг від потенційного контролю або впливу Китаю на канал і підняв ймовірність вимоги США щодо повного та негайного повернення контролю над каналом США. Муліно негайно відкинув критику та відмовився повертати канал.